# Comuna Zarudînți, Nemîriv
Zarudînți (în ucraineană Зарудинці) este o comună în raionul Nemîriv, regiunea Vinnița, Ucraina, formată din satele Iosîpenkî, Ozero, Vovciok, Zarudînți (reședința) și Zeleneanka.

## Demografie
Componența lingvistică a satului Zarudînți
     Ucraineană (98,49%)
     Rusă (1,42%)
     Alte limbi (0,09%)
Conform recensământului din 2001, majoritatea populației satului Zarudînți era vorbitoare de ucraineană (98,49%), existând în minoritate și vorbitori de rusă (1,42%).